# Галкин, Максим Геннадьевич
Максим Геннадьевич Галкин (Пустой шаблон {{ВД-Преамбула}} ) — российский хоккеист, защитник. Мастер спорта России (2008).

## Биография
Воспитанник «Кристалла» Электросталь. Выступал за команды «Кристалл-2» (1998/99 — 2001/02), «Кристалл» (2000/01 — 2004/05б 2010/11), «Химик» Воскресенск (2005/06 — 2009/10), «Молот-Прикамье» Пермь (2010/11), «Рязань» (2010/11 — 2011/12), 2012/13 — 2013/14), «Буран» Воронеж (2012/13).